# Simfonia núm. 8 (Tubin)
La Simfonia núm. 8 va ser composta per Eduard Tubin el 1966. Va ser estrenada el 24 de febrer de 1967 a Tallinn per l'Orquestra Simfònica de la Ràdio d'Estònia sota la direcció de Neeme Järvi. Té una durada aproximada de 31 minuts.

## Moviments
- Andante quasi adagio
- Allegro moderato
- Allegro vivace
- Lento, tenuto e maestoso

## Origen i context
Tubin va completar la Vuitena Simfonia el 5 d'abril de 1966 a Handen, a prop d'Estocolm, on feia poc que s'havia instal·lat. Es tracta d'una peça introspectiva en quatre moviments, creada durant el vintè any del seu exili a Estocolm. És l'obra amb la càrrega emocional més intensa del compositor.

## Representacions
Es va interpretar per primera vegada a Estònia en una data molt assenyalada pels estonians, el Dia de la Independència (que estava prohibida) el 24 de febrer de 1967. A l'Estònia independent, era costum celebrar aquest dia amb un concert simfònic d’obres de compositors estonians. Tubin va poder escoltar més tard la cinta a la ràdio però mai va poder estar present en una actuació en directe de la Vuitena.
La primera interpretació a Suècia va ser el 20 de maig de 1968 a Göteborg, dirigida per Sixten Eckerberg i també retransmesa en directe per la ràdio sueca. El 30 de setembre de 1982, Järvi la va interpretar a Malmö. Tubin estava molt interessat a assistir-hi, però estava massa malalt, fins i tot per sentir la transmissió en directe. La família la va gravar de la ràdio i més tard va poder escoltar-la a l'hospital.
Avui dia, rarament s'interpreta aquesta simfonia, tot i que alguns crítics consideren que és la seva obra mestra. Valeri Guérguiev va dirigir la Vuitena Simfonia amb gran èxit en el festival del centenari de Tubin a Tallinn, el 2005.

## Instrumentació
La Simfonia núm. 8 està escrita per a 3 flautes, 3 oboès, 3 clarinets, 3 fagots - 4 trompes, 3 trompetes, 3 trombons, 1 tuba - percussió, celesta i cordes.